# چای احمد
چای احمد از شرکت‌های چای مستقر در لندن، انگلستان است. این شرکت چای کیسه‌ای، و بسته‌ای از انواع چای سیاه، چای سبز، چای طعمدار، و دم‌نوش‌ها را تولید می‌کند.
چای احمد خارجی اصل شما را به سفری در اعماق تاریخ و طعم‌های مختلف و اصیل می‌برد. این چای در ۸۰ کشور در شش قاره توزیع می‌شود و در رستوران‌ها، هتل‌ها و برخی مغازه‌های زنجیره‌ای یافت می‌شود.مقر این شرکت موزه‌ای در خود جای داده که مهمانان را به حضور می‌پذیرد. در سال ۲۰۱۵ سه جایزهٔ بهترین طعم چای را برنده شد.
در سال ۲۰۱۳، برندهٔ سرمایه‌گذار اخلاقی سال به خاطر ابتکارات خیریه در بریتانیا و حمایت از یتیم خانه‌ها در روسیه، مالی، سری لانکا و اکراین شد.
شرکت چای احمد یک شرکت خانوادگی ست که در سال ۱۹۸۶ توسط رحیم افشار و برادرانش بنیان گذاشته شد. نام این شرکت برگرفته از نام پدرشان احمد افشار است.
برند احمد، نامی آشنا در دنیای چای و دمنوش است. برندی که بیش از ۱۰۰ سال است با عطر و طعم بی‌نظیر چای‌های خود، خاطرات خوشی را برای مردم سراسر جهان رقم زده است.